# Enver Alisic
Enver Alisic est un ancien entraîneur de football bosniaque né le 11 novembre 1946.
Il a dirigé les joueurs du KRC Genk, de septembre  1989 à 1990 et de 1994 au 24 octobre 1995, puis ceux du KRC Harelbeke de  1996 à 2005.